# 金毘羅寺
金毘羅寺（こんぴらじ）は、愛媛県東温市にある真言宗豊山派の寺院。松尾山、宝持院と号す。本尊は金毘羅大権現。伊予十三佛霊場の結願の寺。

## 概要
長寛年間（1163年-1165年）創建の称明寺という観音信仰の寺であったが、慶長6年（1601年）加藤嘉明により金毘羅大権現を勧請し松尾山金毘羅寺と改めた。霊験あらたかで、松山城主加藤・久松両公の祈願所であり近郷の人々の信仰を集めた。最上段に金毘羅大権現の本堂があり、その前の両脇に二本ずつ嘉明手植えの高さ39mの杉（市の天然記念物）が聳える。その下の段には、観音堂と大師堂、対面に愛染堂、さらに下の段に仁王門がある。

## 前後の札所
伊予十三仏霊場
13 成願寺　-　結願 金毘羅寺